# Fallou Diagne
Serigne Fallou Diagne (Dakar, 14 augustus 1989) is een Senegalees voetballer die doorgaans als centrale verdediger speelt. Op 2 augustus 2018 verruilde hij Werder Bremen voor Konyaspor. Diagne beschikt over zowel de Senegalese als de Franse nationaliteit.

## Clubcarrière
In januari 2007 ontdekten scouts van het Franse FC Metz Diagne in Dakar. Op 16 januari 2009 maakte hij zijn profdebuut in de Ligue 2 tegen Tours FC. Na vier seizoenen verruilde hij op 6 januari 2012 FC Metz voor SC Freiburg. Hij tekende een contract tot medio 2016 bij de Duitsers. Vier jaar later verkaste hij naar Stade Rennais, dat circa anderhalf miljoen euro voor hem betaalde aan Freiburg. Hij tekende er voor drie seizoenen. In de zomer van 2016 werd de Senagalees voor circa anderhalf miljoen euro aangetrokken door Werder Bremen, waardoor hij na twee jaar terugkeerde naar Duitsland. In een half jaar speelde Diagne slechts twee wedstrijden, die beide verloren werden. In de winterstop werd hij verhuurd aan de club waar hij zijn carrière begonnen was, FC Metz. Op 2 augustus 2018 tekende hij een contract voor twee seizoenen met 1 jaar optie bij Konyaspor.